# Comuna Bohdanivți, Derajnea
Bohdanivți (în ucraineană Богданівці) este o comună în raionul Derajnea, regiunea Hmelnîțkîi, Ucraina, formată din satele Berezove și Bohdanivți (reședința).

## Demografie
Componența lingvistică a comunei Bohdanivți
     Ucraineană (98,88%)
     Rusă (1,12%)
Conform recensământului din 2001, majoritatea populației comunei Bohdanivți era vorbitoare de ucraineană (98,88%), existând în minoritate și vorbitori de rusă (1,12%).